# Myrothamnus
Myrothamnus, mali rod kserofitskih grmova smješten u vlastitu porodicu Myrothamnaceae, dio reda Gunnerales.
Postoje dvije priznate vrste raširenih po Africi i Madagaskaru

## Vrste
1. Myrothamnus flabellifolia Welw.
2. Myrothamnus moschata Baill.